# Midnight (canción de Coldplay)
«Midnight» —en español: «Medianoche»— es una canción y tercer sencillo de la banda Coldplay perteneciente a su sexto álbum de estudio, Ghost Stories. Desde un inicio, la canción no estaba prevista como un sencillo, ya que mucho antes, la banda había lanzado un vídeo promocional para el disco utilizando por supuesto una de sus pistas, en este caso, la misma Midnight.
Tuvo su lanzamiento de manera oficial como sencillo el 19 de abril de 2014.

## Composición
Midnight fue hecha a partir de una canción que previamente estuvo produciendo Jon Hopkins y que nunca tuvo su salida. Dicha canción, "Amphora", nunca fue completado por Hopkins y, parcialmente fue estrenada por el blog de música ambiental/electrónica A Strangely Isolated Place en SoundCloud a inicios de 2012, con el nombre "Amphora (Unreleased)", como parte de su lista de reproducción "ASIP – 1.00.00".

## Producción
Al igual que todas las pistas de su nuevo álbum Ghost Stories, Midnight fue grabado en los estudios hechos para la banda, "The Bakery" y "The Beehive", que desde un principio le pertenecerían a sus dos anteriores álbumes como lo fueron Viva la Vida or Death and All His Friends de 2008 y Mylo Xyloto de 2011, respectivamente.
Dicha producción y desarrollo estuvieron a cargo de Jon Hopkins.

## Lanzamiento
No tuvo mucho tiempo cuando fue publicado el que sería su primer sencillo Magic, que tuvo su aparición el 3 de marzo de 2014, días después del lanzamiento de la canción de Midnight. Aunque, dicha canción sólo estaba acompañada del audio oficial pero, había información de que ya estaba en desarrollo su propio vídeo musical, posiblemente, para ser lanzado a inicios de mayo. Hasta que, fue publicado el 7 de abril del mismo año dicho material audiovisible del primer sencillo teniendo así ya su propio vídeo.
Midnight tuvo su lanzamiento oficial el 19 de abril de 2014

## Vídeo musical
El vídeo musical de Midnight fue lanzado el 25 de febrero de 2014 pero no como un tal sencillo en ese mismo momento, ya que, solamente fue hecho para promocionar el nuevo álbum del grupo, Ghost Stories. Ahora, que ya fue programado como el tercer sencillo del disco y lanzado oficialmente como tal para el 19 de abril de 2014, el vídeo puede considerarse como oficial del tema.
Fue dirigido por Mary Wigmore (quién previamente ya había trabajado con la banda para la realización y dirección también del otro vídeo musical de The Hardest Part de su tercer álbum de estudio, X&Y de 2005) y publicado el 25 de febrero de 2014, donde tuvo como principal elemento el uso de la visión nocturna.
También, cabe decir que el vídeo fue lanzado a las 6:00 p. m. UTC (que en Ulán Bator, Mongolia es la medianoche exactamente) de ahí donde proviene el título del sencillo.

## Recepción
Midnight fue recibida con críticas positivas por parte de la crítica profesional, donde principalmente tuvo presente el cambio en el sonido que le fue dado a dicha canción.

## Lista de canciones
| Descarga Digital/7" Vinyl/CD Promocional |            |          |  |
| N.º                                      | Título     | Duración |  |
| 1.                                       | «Midnight» | 4:54     |  |

| Remixes |                                    |          |  |
| N.º     | Título                             | Duración |  |
| 1.      | «Midnight» (Phones 4AM Remix)      | 10:56    |  |
| 2.      | «Midnight» (Henrik Schwarz Remix)  | 8:41     |  |
| 3.      | «Midnight» (Giorgio Moroder Remix) | 8:37     |  |
| 4.      | «Midnight» (Jon Hopkins Remix)     | 10:05    |  |

## Personal
| Coldplay - Chris Martin - vocal - Will Champion - percusión, reactable - Jonny Buckland - teclado - Guy Berryman - arpa láser Posicionamiento en listas Billboard Hot 100 (29) Canadian Hot 100 (27) | Personal técnico - Jon Hopkins - producción - Mila Fürstová - arte conceptual |